# Falso neurotransmisor
Un falso neurotransmisor es un compuesto químico que imita de manera cercana la acción de los neurotransmisores en el sistema nervioso. Algunos ejemplos son  5-MeO-αMT (imitando a la serotonina) y    alfametildopa.
Estos químicos pueden ser acumulados por neuronas o células secretorias, para luego ser empacados en vesículas secretoras / sinápticas, y después ser liberadas con otros neurotransmisores cuando un potencial de acción provee el estímulo necesario para su liberación. 
El concepto de un falso transmisor se acredita a Irwin Kopin del Instituto Nacional de Trastornos Neurológicos y Accidentes Cerebrovasculares quien determinó que la droga tiramina incrementaba la presión  arterial al ser cargada en las vesículas secretoras de las células cromafines suprarrenales y luego liberada. La tiramina también se puede convertir en octopamina por medio de la dopamina beta-hidroxilasa (DBH), que a su vez actúa como un falso transmisor mediante el desplazamiento de la noradrenalina de su vesícula sin activar el receptor adrenérgico alfa postsináptico.
Existe una creciente evidencia sobre un gran número de sustancias químicas exógenas bien conocidas que funcionan como neurotransmisores sustitutos, aunque la distinción entre el modelo clásico y el modelo sustituto neurotransmisor sólo se hace evidente con los neurotransmisores centrales para la señalización en el cerebro consciente, por ejemplo la dopamina y serotonina (como fue mencionado antes). Por extensión, los fármacos que afectan la afinidad de absorción de los transportadores de neurotransmisores influyen directamente a la eficacia de estos neurotransmisores sustitutos, como se muestra por la interferencia que los inhibidores selectivos de la recaptación de serotonina tienen sobre las drogas psicodélicas serotoninérgicos.
Una familia de neurotransmisores falsos fluorescentes han sido desarrollados por Dalibor Sames y David Sulzer en la Universidad de Columbia que actúan como análogos de dopamina junto con otras monoaminas y permiten un medio óptico para el vídeo análisis de la captación de neurotransmisor y su liberación.